# Шерлок Холмс (телесериал, 2013)
«Ше́рлок Холмс» — российский детективный телесериал производства кинокомпании «Централ партнершип», снятый режиссёром Андреем Кавуном по мотивам рассказов Артура Конана Дойла о сыщике Шерлоке Холмсе.
Премьера фильма состоялась с 18 по 28 ноября 2013 года на телеканале «Россия-1».
Слоган фильма — «Тот самый, но совсем другой».
Экранизированы восемь историй о приключениях Шерлока Холмса и доктора Джона Уотсона, каждой из которых отведено по две серии. В сериал включены новые версии рассказов, а также рассказы, впервые переносящиеся на российский экран.
Жанры эпизодов варьируются: мистика, политический детектив, триллер, комедия, мелодрама.

## Сюжет
Действие происходит в викторианской Англии в последней четверти XIX века.
27-летний сыщик-любитель Шерлок Холмс (Игорь Петренко) становится случайным свидетелем преступления вместе с доктором Джоном Уотсоном (Андрей Панин) — военным врачом, который только что вернулся с войны в Афганистане. В ходе расследования Уотсон, ещё не имея в Лондоне квартиры, поселяется вместе с Холмсом в «полупансионе» миссис Хадсон (Ингеборга Дапкунайте), а затем и принимает участие в делах своего нового друга.
Уотсон даёт Холмсу уроки бокса. Сам Уотсон – опытный боксёр, способный голыми руками расправиться с несколькими противниками. Помимо этого, он превосходный стрелок.
Считая Холмса гением, доктор решает рассказать о его таланте и раскрытых им загадках всему свету в своих рассказах, где часто приукрашивает события («подлинную историю» которых и представляет сериал). Приукрашивать события Уотсона учит главный редактор газеты «Морнинг Кроникл» (Александр Адабашьян).
Сыщиков часто приглашает принять участие в расследовании инспектор Скотланд-Ярда Лестрейд (Михаил Боярский), чьи поиски преступников нередко заходят в тупик. Противостоят гениальному сыщику профессор Мориарти (Алексей Горбунов) и его преступная организация, щупальца которой проникли и в лондонскую полицию, и даже в Британский монетный двор.

## Производство
«У меня совсем другая история, это классический детектив. Мы напрямую не использовали ни один из рассказов Конан Дойля, а компилировали — как те, которые уже воплощались на экране, так и те, до которых руки у кинематографистов ещё не доходили. Одна из причин, по которым я взялся за это, в том, что современные дети не читают. Те герои, которые формируют в тебе правильного ребёнка и человека, начинают проходить мимо наших детей».
О решении создать новый российский сериал о Шерлоке Холмсе впервые было заявлено в 2009 году, незадолго до выхода «Шерлока Холмса» Гая Ричи. Первоначально режиссёром фильма должен был стать Олег Погодин. Официальное производство сериала было начато только в 2011 году. Режиссёром был назначен Андрей Кавун, известный своей работой над фильмами «Кандагар» и «Охота на пиранью». На роль Шерлока Холмса был выбран актёр Игорь Петренко, доктора Уотсона (здесь его фамилия произносилась по транскрипции в отличие от советского телесериала Игоря Масленникова) — Андрей Панин, миссис Хадсон — Ингеборга Дапкунайте, инспектора Лестрейда — Михаил Боярский.
Под влиянием фильмов Гая Ричи роль героини Ирэн Адлер также была расширена: на протяжении всего сериала её роман с Холмсом будет одной из основных сюжетных линий. На её роль была выбрана актриса Лянка Грыу. Кавун также рассказал, что планирует использовать только мотивы оригинальных историй и будет создавать историю почти заново. Например, окажется, что описание Уотсоном преступлений местами значительно приукрашено, и доктор захочет подогнать реальность под свой вымысел. Кроме того, в сериале Уотсон влюблён в миссис Хадсон, которая и послужила своеобразным прототипом Мэри Морстен в его повести (тогда как дочь Мэри, согласно сериалу, была не у Морстена, а у Смолла и являлась маленькой девочкой).
Все съёмки викторианской Англии в течение восьми месяцев проводились в России, в качестве натуры были выбраны места в Санкт-Петербурге (в том числе в Кронштадте и Пушкине) и его окрестностях — в Выборге, Гатчине, Ивангороде. В общей сложности работа над «Шерлоком Холмсом», начатая в сентябре 2011 года, продолжалась 161 съёмочный день. Съёмки были завершены в мае 2012 года. В феврале 2013 года режиссёр в интервью говорил о предстоящем чистовом монтаже и озвучивании, предполагая закончить работу над фильмом к началу лета. Однако в марте 2013 года погиб актёр Андрей Панин, не успев озвучить свою роль. Было решено постараться максимально сохранить запись голоса актёра со съёмочной площадки, а некоторые реплики переозвучил известный российский актер озвучивания и дубляжа Сергей Бурунов.
Специально для сериала были построены уличные декорации в стиле викторианской Англии, в кадре появлялись кэбы и омнибус. Критиками была отмечена блестящая работа операторов и художников-постановщиков. Художники-постановщики Марина Николаева и Владимир Светозаров были награждены профессиональным призом в области телевизионного кино Ассоциации продюсеров кино и телевидения в номинации «За лучшую работу художника-постановщика». Художник по костюмам Лариса Конникова и художник по гриму Лилия Русецкая были номинированы в соответствующих категориях. Также для воссоздания атмосферы использована компьютерная графика.
Бюджет сериала «Шерлок Холмс» оценивают как самый большой в истории российского телевидения.
Актёры, исполнившие роли дворецкого Джона Бэрримора и его жены Элизы Бэрримор в серии «Собака Баскервилей» в классической советской экранизации, задействованы и в сериале «Шерлок Холмс»: Александр Адабашьян играет роль редактора, издающего произведения доктора Уотсона (роль, аналогичная роли редактора в детективе «Домовой»), а Светлана Крючкова — роль королевы Виктории. Валентина Кособуцкая в советском фильме снялась в роли миссис Смит, матери Джека, жены Мордехая Смита, а в сериале 2013 года — в роли Линды Бейкер.

## В ролях
| Актёр                | Роль                                                                   |
| -------------------- | ---------------------------------------------------------------------- |
| Игорь Петренко       | Шерлок Холмс, сыщик / Майкрофт Холмс, старший брат Шерлока             |
| Андрей Панин         | доктор Джон Ватсон, друг, помощник и биограф Шерлока Холмса            |
| Лянка Грыу           | Ирэн Адлер                                                             |
| Михаил Боярский      | старший инспектор Лестрейд, детектив Скотланд-Ярда                     |
| Алексей Горбунов     | профессор Мориарти                                                     |
| Александр Голубев    | Рэджинальд Месгрейв                                                    |
| Сергей Юшкевич       | Том Кардье                                                             |
| Елизавета Боярская   | Луиза Бернат                                                           |
| Ингеборга Дапкунайте | миссис Марта Хадсон, хозяйка квартиры в доме № 221 «Б» на Бейкер-стрит |
| Леонид Ярмольник     | дворецкий Брантон                                                      |
| Андрей Мерзликин     | Галифакс, он же Траут, он же Бакли                                     |
| Игорь Скляр          | Тадеуш Шолто                                                           |
| Александр Адабашьян  | редактор                                                               |
| Дарья Юргенс         | Джессика Кэрри                                                         |
| Павел Пискун         | Бригс + трюки                                                          |
| Данила Шевченко      | Артур Кадоген Уэст                                                     |
| Рина Гришина         | Вайолет Уэстберри                                                      |
| Анатолий Рудаков     | инспектор Трейси                                                       |
| Георгий Штиль        | нотариус Кибби                                                         |
| Эрнст Романов        | судья Брэдшоу                                                          |
| Фёдор Стуков         | Джабез Вилсон, рыжий                                                   |
| Алиса Гребенщикова   | Рэйчел                                                                 |
| Гали Абайдулов       | Комби, управляющий Нацбанка                                            |

| Актёр              | Роль                                                                    |
| ------------------ | ----------------------------------------------------------------------- |
| Сергей Мигицко     | Филипп Макинтайр                                                        |
| Александр Половцев | адмирал Вилс                                                            |
| Владимир Лабецкий  | полисмен Кейтрон                                                        |
| Семён Стругачёв    | Шарль Готье, посол Франции                                              |
| Ярослав Бойко      | Вики, посол Америки                                                     |
| Светлана Крючкова  | королева Виктория                                                       |
| Тимофей Будкевич   | внук королевы Виктории                                                  |
| Олег Фёдоров       | кайзер Германии Вильгельм II                                            |
| Артём Кавун        | бродяга Тим                                                             |
| Владимир Марьянов  | констебль Бригстон                                                      |
| Андрей Семенюк     | констебль Грегсон                                                       |
| Андрей Зибров      | Чарли Уильямс, арестант, сослуживец доктора Уотсона (фильм № 3 «Паяцы») |
| Алексей Шевченков  | Хиггис                                                                  |
| Семён Фурман       | Джонсон                                                                 |
| Ольга Красько      | мисс Бейкер                                                             |
| Ольга Волкова      | леди Нелиган                                                            |
| Александр Ильин    | Питер Керри                                                             |
| Александр Лыков    | министр                                                                 |
| Сергей Бурунов     | Том Тэйлор                                                              |
| Александр Баширов  | Керслейк                                                                |
| Михаил Евланов     | Питер Смолл                                                             |

## Список эпизодов
| № серии | Название                   | Режиссёр     | Сценаристы                                                        | Дата выхода на экраны | Зрители (в млн) |
| --- | -------------------------- | ------------ | ----------------------------------------------------------------- | --------------------- | --------------- |
| 1—2 | «Бейкер стрит, 221 Б»      | Андрей Кавун | Зоя Кудря, Олег Погодин, Леонид Порохня, Олег Кавун, Андрей Кавун | 18 ноября 2013 года   | TBA             |
| После перенесённой контузии офицер военно-медицинской службы Джон Уотсон был отправлен на пенсию. Он приехал в Лондон с намерением открыть частную врачебную практику, но ещё более мечтал стать писателем. Неизвестно, как сложилась бы судьба доктора, если бы он не стал свидетелем одного происшествия, которое очевидцы посчитали несчастным случаем. И лишь один из толпы с уверенностью заявил прибывшим на место полицейским, что речь идёт о предумышленном убийстве, и предложил доктору проехать в участок для дачи показаний. Новый знакомый представился Шерлоком Холмсом. Это малоприятное знакомство вечером того же дня обернулось для доктора Уотсона неожиданным приключением, которое едва не стоило ему жизни.                                        |                            |              |                                                                   |                       |                 |
| 3—4 | «Камень, ножницы, бумага»  | Андрей Кавун | Зоя Кудря, Олег Погодин, Леонид Порохня, Олег Кавун, Андрей Кавун | 19 ноября 2013 года   | TBA             |
| Однажды в квартиру на Бейкер-стрит приходит бывший боевой товарищ Уотсона Питер Смолл. С собой он приносит баул, набитый драгоценностями. Смолл ранен и умирает на руках доктора. Уотсон отказывается верить в то, что Смолл — убийца и грабитель. Холмс берётся помочь докопаться до правды. Тем более, что дело оказывается загадочным и опасным. Он предполагает, что в городе орудует банда кэбменов. Приманкой должна стать фотография, на которой изображены все они — ещё молодые офицеры, выпускники военного училища, вместе с одним из своих преподавателей. На следующий день в квартире Холмса появляется прекрасная Ирэн Адлер. После её визита фотография исчезает.                                                                                         |                            |              |                                                                   |                       |                 |
| 5—6 | «Паяцы»                    | Андрей Кавун | Зоя Кудря, Олег Погодин, Леонид Порохня, Олег Кавун, Андрей Кавун | 20 ноября 2013 года   | TBA             |
| Доктор Уотсон подмечает, что Холмс очень раздосадован тем, что Ирэн удалось похитить у него важную фотографию. В это же время в одном из лондонских фотоателье происходит взрыв. Убит фотограф. Холмса приглашают в военное ведомство, так как в произошедшем подозревают покушение на государственную безопасность. На месте преступления Холмс обращает внимание на разбитые фотографические пластины — на снимках тот же незнакомец. Холмс надеется заставить Ирэн Адлер рассказать ему всю правду о загадочном человеке в тёмных очках. Но Ирэн похищают, а Холмсу выдвигают ультиматум: если он хочет увидеть её в живых, то должен украсть шубу посла Франции. Разобраться, как связаны между собой эти события, под силу только Шерлоку Холмсу.                    |                            |              |                                                                   |                       |                 |
| 7—8 | «Любовницы лорда Маулбрея» | Андрей Кавун | Зоя Кудря, Олег Погодин, Леонид Порохня, Олег Кавун, Андрей Кавун | 21 ноября 2013 года   | TBA             |
| На Бейкер-стрит приходит молодая особа Элизабет Бейкер. Она ищет защиты у Шерлока Холмса. Элизабет опасается, что может стать очередной жертвой маньяка, орудующего в Лондоне. От руки неизвестного одна за другой уже погибли четыре красивые девушки. Шерлок Холмс успевает задержать убийцу. Им оказывается мистер Кэлуэй — ничем не примечательный обыватель, единственной слабостью которого является игра в карты. В день, когда Кэлуэя должны повесить, Холмс задаётся вопросом: почему родителей мисс Элизабет не было в зале суда? Это обстоятельство кажется ему подозрительным. |                            |              |                                                                   |                       |                 |
| 9—10 | «Обряд дома Месгрейвов»    | Андрей Кавун | Зоя Кудря, Олег Погодин, Леонид Порохня, Олег Кавун, Андрей Кавун | 25 ноября 2013 года   | TBA             |
| К Холмсу обращается его давний приятель, сэр Реджинальд Месгрейв. Он напуган и находится на грани нервного срыва. Крайнее возбуждение сэра Реджинальда связано с тем, что ему исполнилось 33 года, что означает необходимость пройти мистический обряд посвящения, после которого он стал бы полноправным владельцем всего наследия Месгрейвов. Во время такого же обряда был убит отец Реджинальда. А Реджи и его брат Том стали случайными свидетелями трагедии. Том крайне недоволен, что брат приехал в сопровождении посторонних. Обряд доступен только посвященным. В этом ритуале зашифрован ключ к сокровищам короля Карла Первого Стюарта, которые по преданию спрятаны в замке. Случайных свидетелей ждет смерть.                                               |                            |              |                                                                   |                       |                 |
| 11—12 | «Галифакс»                 | Андрей Кавун | Зоя Кудря, Олег Погодин, Леонид Порохня, Олег Кавун, Андрей Кавун | 26 ноября 2013 года   | TBA             |
| К доктору Уотсону пришла слава. Толпы восторженных читателей желают воочию видеть героев его увлекательных рассказов. Восторг публики не разделяют ни Холмс, ни миссис Хадсон. Уотсону грозит выселение из квартиры. Скандал прерывает некий рыжеволосый господин, который, узнав об удивительных способностях Холмса, решил обратиться за помощью. В тот же день у национального банка происходит примечательное происшествие. Некто по имени Эбенезер Бакли решил обменять целый чемодан купюр на чистое золото. Когда Бакли выходил из банка, внезапно появились полицейские и убили мошенника. Холмс делает предположение, что дело рыжеволосого господина и смерть мистера Бакли — лишь часть хитроумного плана человека, решившего подорвать экономику королевства. |                            |              |                                                                   |                       |                 |
| 13—14 | «Последнее дело Холмса»    | Андрей Кавун | Зоя Кудря, Олег Погодин, Леонид Порохня, Олег Кавун, Андрей Кавун | 27 ноября 2013 года   | TBA             |
| В поместье Графа Брашера во время Рождественской вечеринки убивают устроителя праздника. Холмс вместе с доктором Уотсоном по вызову графа немедленно прибывают на место преступления. Уотсон крайне удивлен тем, что Холмс подтасовывает улики и пускает инспектора Лейстреда по ложному следу. Дело в том, что на вечере с куплетами выступала одна очень миленькая певица. Она оставила Шерлоку послание в виде условного знака. Шерлок уверен — это отчаянная просьба о помощи. К Холмсу обращалась Ирэн Адлер — женщина, которая разбила ему сердце. К еще большему удивлению Уотсона, Шерлок Холмс намерен найти и спасти Ирэн. Даже ценой собственной жизни. |                            |              |                                                                   |                       |                 |
| 15—16 | «Собака Баскервиль»        | Андрей Кавун | Зоя Кудря, Олег Погодин, Леонид Порохня, Олег Кавун, Андрей Кавун | 28 ноября 2013 года   | TBA             |
| С момента гибели Холмса прошло три года. Доктор Уотсон женился на миссис Хадсон, его рассказы о знаменитом сыщике с успехом переиздаются. В доме на Бейкер-стрит открылся небольшой мемориальный музей. Но жизнь без приключений скучна. Поэтому, когда однажды к доктору по старой памяти обращается молодая девушка с просьбой раскрыть причину смерти своего возлюбленного, миссис Хадсон снаряжает Уотсона на дело. Дело это готовит ему массу неожиданностей и потрясений. Оказывается, что убийство клерка связано с исчезновением секретных документов, и речь может идти о готовящемся покушении на королеву Англии. Чтобы помешать злоумышленнику осуществить задуманное, доктору Уотсону нужен надежный помощник — и такой человек находится.                   |                            |              |                                                                   |                       |                 |

### Использованные произведения
1. «Бейкер стрит, 221 Б»: повесть «Этюд в багровых тонах», рассказы «Чёрный Питер» и «Конец Чарльза Огастеса Милвертона».
2. «Камень, ножницы, бумага»: повести «Знак четырёх» и «Этюд в багровых тонах».
3. «Паяцы»: рассказы «Скандал в Богемии» и «Чертежи Брюса-Партингтона».
4. «Любовницы лорда Маулбрея»: повести «Собака Баскервилей» и «Знак четырёх».
5. «Обряд дома Месгрейвов»: повесть «Собака Баскервилей» и рассказ «Обряд дома Месгрейвов».
6. «Галифакс»: рассказы «Союз рыжих», «Три Гарридеба» и «Палец инженера».
7. «Последнее дело Холмса»: рассказы «Скандал в Богемии» и «Последнее дело Холмса».
8. «Собака Баскервиль»: рассказы «Чертежи Брюса-Партингтона» и «Пустой дом».

## Награды и номинации
- 2015 — Профессиональный приз Ассоциации продюсеров кино и телевидения в области телевизионного кино:
  - приз за лучшую работу художника-постановщика (Марина Николаева и Владимир Светозаров)
  - номинация на приз за лучшую работу художника по костюмам (Лариса Конникова)
  - номинация на приз за лучшую работу художника по гриму (Лилия Русецкая)

## Отзывы
Сериал получил смешанные отзывы. Василий Ливанов, исполнитель роли Холмса в советском сериале 1979—1986 годов «Приключения Шерлока Холмса и доктора Ватсона», резко раскритиковал фильм. Неоднозначные, подчас полярные мнения, вызвала работа режиссёра Андрея Кавуна и игра исполнителей главных ролей — Игоря Петренко и Андрея Панина. В то же время критиками была отмечена блестящая работа операторов и художников-постановщиков.
Широкий резонанс среди зрителей сериала вызвал «монолог про мигрантов» Тадеуша Шолто в исполнении Игоря Скляра (в конце четвёртой серии). По этому поводу режиссёр и соавтор сценария сериала Андрей Кавун заявил в прямом эфире «Русской службы новостей»:
Было много споров с каналом, который требовал этот монолог вырезать. Но тогда бы у меня распадалась фигура Шолто. Этот монолог и об Англии, и о России. То, что творилось в Англии в конце 19 века, очень напоминает то, что сейчас творится в России. Эти фразы звучат всё чаще, и я решил бросить камень, чтобы брызги полетели.